# Beilschmiedia klainei
Beilschmiedia klainei är en lagerväxtart som beskrevs av Robyns & Wilczek. Beilschmiedia klainei ingår i släktet Beilschmiedia och familjen lagerväxter. Inga underarter finns listade i Catalogue of Life.